# تشيجيا
تشيجيا هي بلدة في مدينة البندقية، في فينيتو، شمال إيطاليا، وتشتهر بكرنفالها المحلي. يعبرها طريق المقاطعة SP58 وطريق الولاية SS14.

## المشاهير
- بيترو سفورزين (1919-1986)، لاعب كرة قدم محترف